# Super veliki ja
Super veliki ja (izvorno: Super Size Me) je američki dokumentarni film nezavisnog redatelja Morgana Spurlocka iz 2004.

## O filmu
U filmu je Spurlock proveo eksperiment u kojem je 30 dana jeo samo u McDonald'su. Zabilježeno je njegovo fizičko i psihičko zdravstveno stanje tokom eksperimenta, te je istraživao korporacijski utjecaj industrije brze hrane, koje potiču nezdravu prehranu radi vlastitog profita.
Spurlock je kroz 30 dana tri puta dnevno jeo u McDonald'su, te je morao uzeti "super veliku" porciju ako bi mu bila ponuđena. U prosjeku je dnevno konzumirao oko 5.000 kalorija, te se kao rezultat toga, do kraja mjeseca udebljao 11.1 kg, što je bilo povećanje od 13 % njegove tjelesne mase, razina kolesterola mu je porasla na 230, te je doživio promjene raspoloženja, te seksualnu disfunkciju. Trebalo mu je ukupno 14 mjeseci da dostigne tjelesnu težinu prije eksperimenta.
Razlog tog Spurlovog istraživanja bio je veliki porast broja pretilih osoba u SAD-u, te tužba dviju djevojka protiv McDonald'sa, koji su optužile da su postale pretile zbog njihovih proizvoda.
Film je bio nominiran za Oscar u kategoriji za najbolji dokumentarni film.

## Vanjske poveznice
- Super veliki ja u internetskoj bazi filmova IMDb-a